# Nilvadipin
Nilvadipin (INN) ist ein Calciumantagonist, hierbei handelt es sich um ein Dihydropyridinderivat. Dieser Arzneistoff wirkt als blutdrucksenkendes Mittel verwendet und hat im Vergleich zu Nifedipin eine längere Wirkungsdauer.

## Art und Dauer der Wirkung
Nilvadipin wird als blutdrucksenkendes Mittel verwendet. Weiteren Studienergebnissen zufolge, senkt es zudem den Gesamtcholesterin- und LDL-Wert, wohingegen der HDL-Wert steigt. In Langzeitstudien ließ sich zeigen, dass es zu dem das Artheroskleroserisiko reduzieren kann.
Nilvadipin kann bei Herzinsuffizienz das Herzvolumen und den Pulmonalarteriendruck erhöhen. Liegt eine Angina Pectoris vor, so steigert es die koronale Durchblutung und senkt den Sauerstoffverbrauch.
Die Wirkung hält 24 Stunden vor und somit zwei- bis dreimal länger als Nifedipin. Die Halbwertszeit im Körper beträgt 15 bis 20 Stunden.

## Aufnahme und Verteilung im Körper
Das dem Körper oral zugeführte Nilvadipin wird in der Leber chemisch umgesetzt, so dass unter 0,3 % der eingenommenen Substanz, in den Ausscheidungen zu finden ist. Die entstandenen Produkte werden zu 70 bis 80 % über die Nieren in den Harn geleitet, der Rest wird über den Stuhl ausgeschieden.

## Stereochemie
Nilvadipin enthält ein Stereozentrum und ist deshalb chiral. Es gibt zwei enantiomere Formen, (R)-Form und (S)-Form. Praktische Bedeutung besitzt jedoch nur das Racemat, also ein 1:1-Gemisch aus dem (R)-Enantiomer und dem (S)-Enantiomer:
| Enantiomere von Nilvadipin | Enantiomere von Nilvadipin |
| -------------------------- | -------------------------- |
| CAS-Nr. 109545-29-1        | CAS-Nr. 109545-30-4        |